# Anske Gerben Lamminga

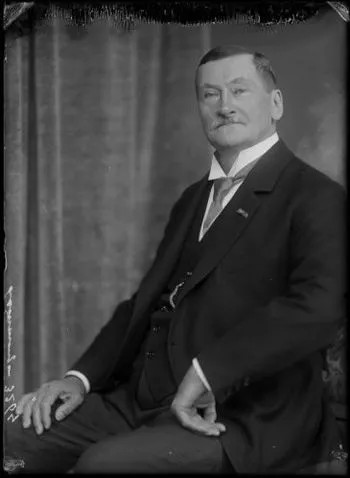
ir. A.G. Lamminga

Anske Gerben Lamminga (Makkum, 25 november 1855 - Den Haag 31 oktober 1920) was een Nederlands waterbouwkundige die grotendeels werkzaam was in Nederlands-Indië. Hij was de zoon van Jacob Roemers Lamminga, gemeenteontvanger in Wonseradeel en verzekeringsagent in Makkum, en Hieke Bakker.

## Jeugd, opleiding en werkoriëntatie
Na de lagere school ging hij nar de kostschool na C.J. Blok aan de Kolensteeg in Nieuwediep. In Nieuwediep heeft hij zich voorgenomen om later werk te zoeken in Nederlands-Indië. Na de kostschool ging hij naar de derde klas van de HBS in Sneek waar hij in juli 1876 het HBS b-diploma haalde. He slaagde hiervoor met zeer goede cijfers, waardoor hij het aanbod kreeg om op rijkskosten een opleiding tot Gouvernements-houtvester in Nederlands-Indië te volgen. Hij had echter een kleine hartafwijking, waardoor hij niet door de medische keuring hiervoor kwam. Hij wilde toch een betrekking in de koloniën hebben, en schreef zicht in voor de opleiding voor civiel ingenieur aan de Polytechische School in Delft, met het doel om in irrigatieprojecten te gaan werken. Doordat hij pas na de medische afkeuring besloot om naar Delft te gaan, begon hij pas eind 1875 aan de studie. Desondanks, en ondanks het feit dat zijn vader dat jaar overleed en hij voor een aantal familiezaken naar Makkum moest, studeerde hij in mei 1878 af als civiel ingenieur. vanwege zijn goede cijfers bij een tussentijds examen kon hij 
“worden aangenomen voor een verbintenis met het Departement van Koloniën, om te zijner tijd te worden uitgezonden voor den Indischen waterstaatsdienst. Die verbintenis verzekerde voor den verderen studietijd een toelage, voorts vrijen overtocht met uitrustingskosten en bracht mede dat men, na voltooide studie en alvorens naar Indië scheep te gaan, hier te lande op een voorloopig traktement kon worden te werk gesteld gedurende ten hoogste twee jaar, zooals het in de overeenkomst heette, voor praktische bekwaming",
zoals zij studievriend prof.ir. C.W. Weiss het in zijn in-memoriam beschrijft Op 18 september 1879 werd hij dan ook benoemd tot aspirant ingenieur bij de Waterstaat in Nederlands-Indië.

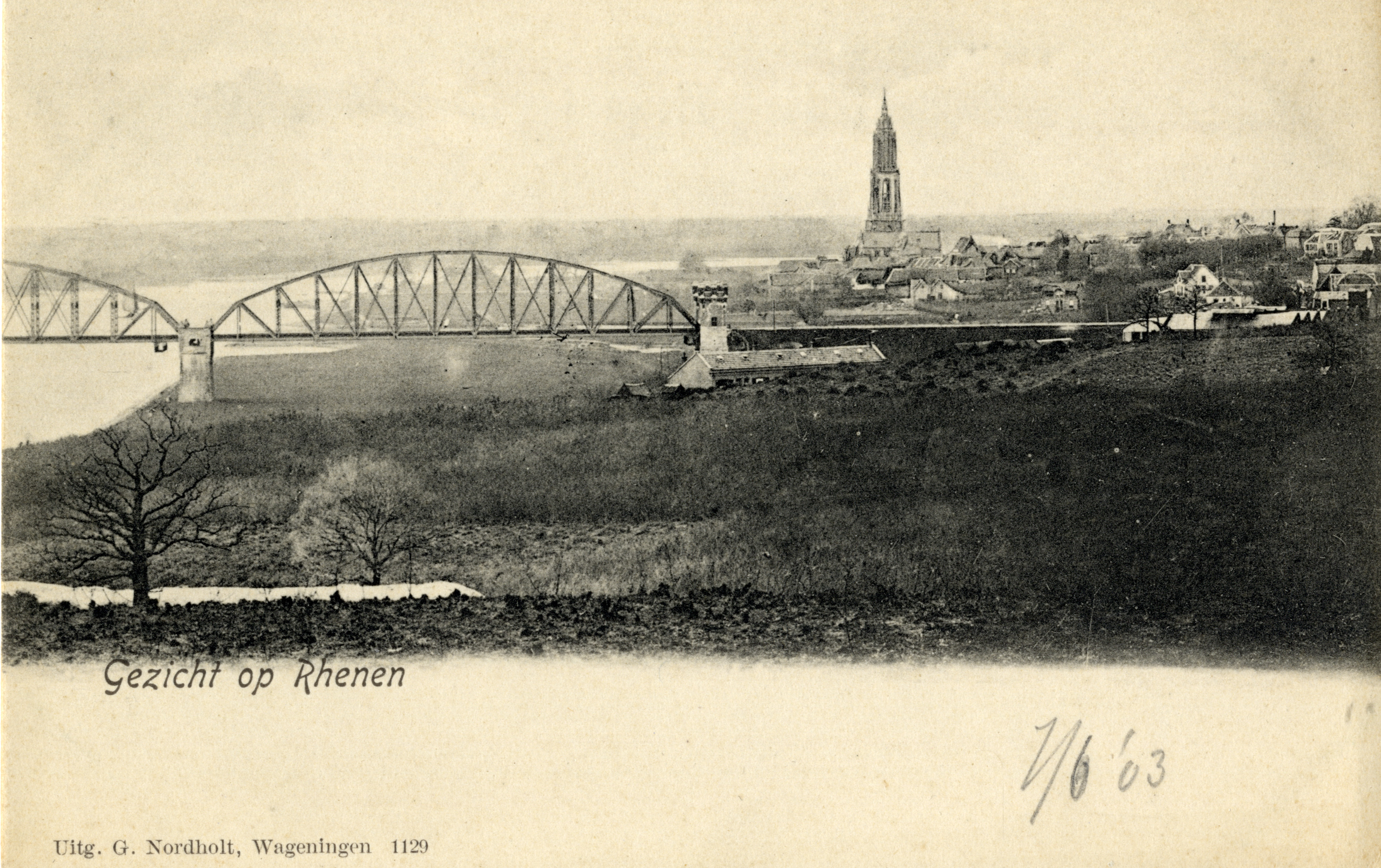
Gezicht op Rhenen met op de voorgrond de spoorbrug over de Rijn

In het najaar van 1878 werd hij geplaatst bij de aanleg van de Nieuwe Waterweg, en vanaf maart 1879 bij de bouw van de spoorbrug bij Rhenen. De tussenliggende wintermaanden gebruikte hij om een studie te maken van de gemeentewerken van Rotterdam en Amsterdam. Dat hij de gelegenheid kreeg om eerst in Nederland wat ervaring op te doen heeft hij altijd als zeer positief ervaren. In later jaren ijverde hij er dan ook steeds voor om ingenieurs die naar Indië werden gezonden eerst wat ervaring in Nederland te laten opdoen
In Rhenen leerde hij zijn vrouw kennen, Jacoba Maria Sandbrink, met wie hij op 16 december 1880 in Rhenen trouwde, waarna ze samen kort daarna naar Nederlands-Indië vertrokken. Het huwelijk is tot beider leedwezen kinderloos gebleven.

## Zijn eerste periode in Nederlands-Indië (1881 -1892)
In januari vertrokken Lamminga en zijn vrouw, alsmede zijn aanstaande ambtgenoten irs. J. Scheffer, P. Th. L. Grinwis Plaat en C.G. Weijs (Weijs en Griwis Plaats kwamen in Napels aan boord)) met het SS Conrad uit Amsterdam. Voor vertrek hadden zij het boekje va ir. C.L.F. Post gelezen "Over den Waterstaat in Nederlandsch-Indië", wat niet erg positief was over het soort werk wat ze te doen kregen. Zij waren ervan overtuigd dat zij beter werk zouden kunnen leveren. Na aankomst in Batavia konen zij even acclimatiseren en de havenwerken van Tanjung Priok bezoeken. Op 15 maart is het echtpaar naar Surabaya vertrokken met de Generaal Pel, waarna hij verder trok naar zijn standplaats Probolinggo. Het begin van zijn baan was helaas behoorlijk in overeenstemming met het negatieve beeld van ir. Post. Zij vriend, prof. Weijs schreef daarover: 
"Veel onbelangrijk onderhoudswerk, hoonend vaak „witten en teeren" genoemd. Zoogenaamde „zware reparaties", vooral zwaar met het daaraan verbonden, overdadig administratief gedoe. Nieuwe werken, die, zoo ze vielen op 't gebied der burgerlijke bouwkunde, gecopieerd moesten worden naar aan het Departement samengestelde „normaalprojecten" en, waren ze van anderen aard, ontworpen werden zonder voldoend voorafgaand onderzoek, op veeltijds een allergebrekkigste kennis van de voor hun deugdelijke en doeltreffende behandeling meest onmisbare gegevens."
De waterverdeling van de Pekalenrivier was heel inefficiënt ter hand genomen en hij wilde daar wat aan veranderen. Hij mocht dat waarmaken en werd overgeplaatst naar de dessa Pekalen in het onderdistrict Maron. Hij kreeg huisvesting in "een elk gerief missende, inlandsche sluiswachterswoning, als eenig mogelijk onderkomen aldaar, het had heel wat onaangenaamheden in" (volgens Weijs). In een periode van twee jaar bracht hij het gebied waterstaatkundig in kaart, deed nauwgezette waterstands- en afvoerwaarnemingen en maakte op grond daarvan de hoofdlijnen van een irrigatieplan, dat bekend zou worden onder de naam "Pekalenwerken". Hij heeft hier in eerste instantie over gepubliceerd in Nederlands-Indië, later ook in Nederland in het tijdschrift "De Ingenieur".
In afwachting van de  beoordeling van dit voorontwerp aan het Departement en van de door de regering te nemen beslissing werd Lamminga, die inmiddels in 1883 bevorderd was tot ingenieur der 3de klasse, nog in hetzelfde jaar teruggeplaatst bij zijn eerste dienst in de hoofdplaats Probolinggo. Daar trad hij in 1884 gedurende enkele maanden op als eerstaanwezend ingenieur.

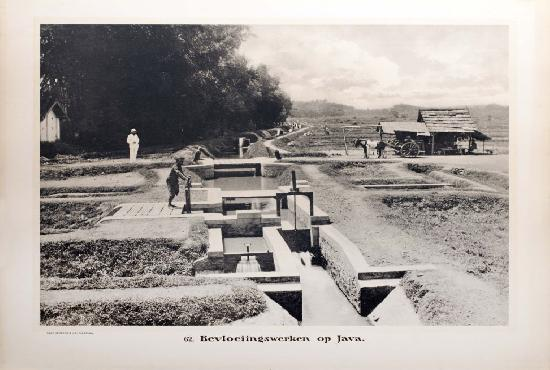
Bevloeiingswerken op Java

Zijn voorontwerp werk goedgekeurd en hij ging in 1885 weer naar Pekalen terug, waar hij verder ging met voortzetting van verschillende waarnemingen, zoals uitgebreide, nauwkeurige, horizontale en verticale terreinopneming en de kartering daarvan en met de samenstelling en uitvoering, achtereenvolgens in verschillende onderdelen, van de daarop steunende eindontwerpen van het zeer uitgebreide complex van werken, dat naar zijn voorontwerp nodig was.
Bij een reorganisatie van de Indische waterstaat werd in 1885 de "Irrigatiebrigade" in het leven geroepen Hij werd toegevoegd aan de in Batavia gevestigde chef van die brigade. Bij de opheffing van deze brigade in 1889 werd hij gesteld onder een meer nabij gelegen chef, nl. onder 5de Waterstaatsafdeling, die Probolinggo tot standplaats had. Ondanks al deze wisseling van diensten, waaronder hij met zijn werken viel, konden de werken echter ongestoord voortgang vinden.
De bedoeling was om deze werken via aanneming door verschillende aannemers te laten uitvoeren. Maar dit werkte niet omdat de aannemers in gebreke bleven. Lamminga ontbond de overeenkomst met de aannemers, en liet de werken daarna vooral in eigen beheer van B.O.W. uitvoeren. Dit gaf hem wel veel extra werk.
In 1891 waren de Pekalenwerken voor hun laatste onderdeel ontworpen en zo ver gevorderd, dat hun algehele voltooiing nog in datzelfde jaar verzekerd was. Lamminga, die inmiddels in 1889 bevorderd was tot ingenieur 2de klasse kon op op dat moment wegens twaalfjarige, onafgebroken dienst aanspraak maken op buitenlands verlof. Omdat de gezondheid van zijn vrouw niet best was besloot hij hiervan gebruik te maken. Het gevraagde verlof voor een jaar werd hem toegestaan. Onder eervolle ontheffing van de taak, die hem zo lang achtereen had bezig gehouden, vertrok hij in het begin van 1892 naar Europa. In Nederland werd zijn verlof met nog een jaar verlengd.

## Verlof in Nederland (1892-1895)

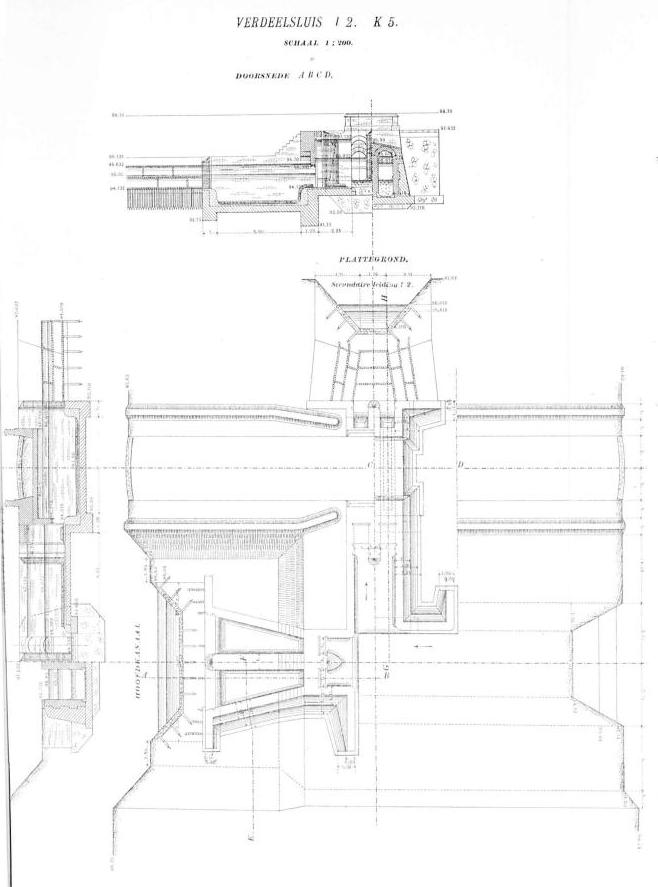
Verdeelsluis van de Pekalenwerken

Van dat verlof maakte Lamminga o.a. gebruik om voor het Kon Instituut van Ingenieurs een volledige beschrijving samen te stellen van zijn werken, zowel wat betreft hun voorbereiding als wat aangaat hun uitvoering. Deze beschrijving, door een zestiental platen toegelicht, werd opgenomen in de Verhandelingen 1894/1895. Veel later,  namelijk in De Ingenieur in november 1905 deelde hij mede in hoeverre die werken technisch hadden voldaan, welke wijze van beheer en exploitatie daarvoor was aangenomen en welke uitkomsten financieel en economisch met die werken bereikt waren.
Met name door de publicaties werd het werk van Lamminga veel breder bekend, Hierdoor was het mogelijk om ook een betere verdeling te maken van het water voor de suikerrietcultuur en de cultures der inlandse bevolking. Dit was niet geheel naar de zin van de suikerriet exploitanten, maar door zijn goede takt is hiervoor toch overeenstemming verkregen. Deze overeenstemming is bekend geworden als "Pekalenregeling" en is later leidend geworden voor bevoeiingsregelingen elders op Java.
Dat Lamminga ook is voorgegaan in bijzondere belangstelling voor de economische en financiële uitkomsten van tot stand gebrachte, geregelde bevloeiingswerken, bleek ook al in de publicaties van 1905. Dit heeft hem een zeer bijzondere positie doen innemen voor het economisch onderzoek van tal van latere irrigatieplannen.

## Zijn tweede periode in Nederlands-Indië (1895-1904)
Na terugkeer in Indië werd hij tijdelijk geplaats bij het kantoor van de directeur B.O.W. wegens het ontbreken van een geschikte vacature, maar in maart werd hij overgeplaatst aan de 2e waterstaatsafdeling voor de opnemingen en uitvoering van werken voor verbetering van de bevloeiing en de waterafvoer in NoordTegal. In 1900 werd ook Noord-Pekalongan hierbij getrokken. Tot eind maart 1903 bleef hij in die functie. In maart 1896 werd hij bevorderd tot ingenieur 1e  klasse.
Strekten de Pekalenwerken zich uit over een bevloeide oppervlakte van rond 10000 bouw, Lamminga's taak gedurende de acht jaar in deze nieuwe functie breidde zich geleidelijk uit over een reeks van belangrijke werken, met tezamen een ruim zestien maal zo grote bevloeide oppervlakte. Deze werken, met een lengte van mer dan 80 km lagen langs de noordkust van Java en waren van west naar oost:
- De Djengkellokwerken (8000 bouw). Hiervoor werd door hem een voorontwerp opgemaakt, dat leidde tot hun uitvoering. Maar pas in 1903 kon met die uitvoering worden begonnen, zodat onder Lamminga's leiding alleen de eindontwerpen voor de prise d'eau en voor het hoofdkanaal werden samengesteld.
- De Kaboejoetanwerken (5000 bouw). Deze waren bij zijn komst ten dele uitgevoerd. Onder zijn leiding werden ze voltooid en in exploitatie gebracht.
- De Babakanwerken (5000 bouw). Hieromtrent valt, wat betreft Lamminga's bemoeienis betreft, hetzelfde te zeggen als voor de Kaboejoetanwerken, onder toevoeging alleen dat aan het bij zijn komst reeds voltooide gedeelte onder zijn leiding nog verschillende verbeteringen werden aangebracht.
  - Binnen de irrigatiegebieden van de drie tot hier genoemde werken werd ook de waterafvoer in hoge mate verbeterd. Daarvoor werd van de rivieren  Tjisenggaroeng, Tandjoeng, Kaboejoetan, Tandjongpasar en Babakan de benedenloop genormaliseerd en verruimd. De jaarlijkse inundaties hier waren zo groot dat de grote postweg van Tandjoeng tot Losari gedurende de westmoesson vaak voor lange duur werd overstroomd en de verbinding met een te Tandjoeng gestationeerde prauwvloot moest worden onderhouden. Dit probleem werd, in overeenstemming met de verwachtingen van het ontwerp, dusdoende zo goed als geheel weggenomen.

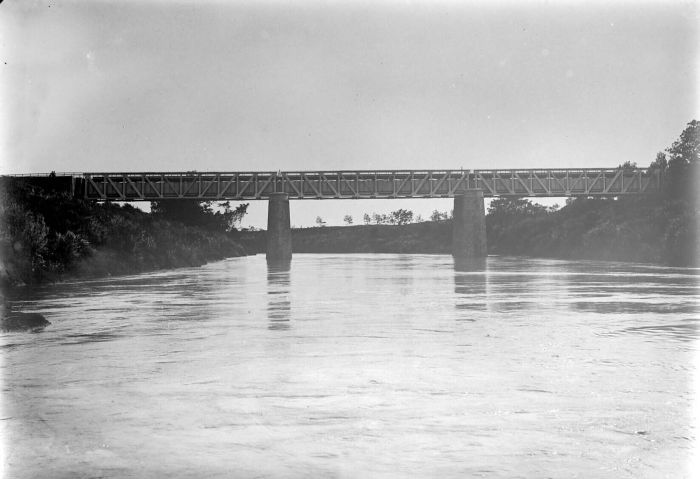
Het aquaduct en de brug in het Pemali-hoofdkanaal over de Pemali rivier

- De Pemaliwerken (45000 bouw). Bij Lamminga's komst in 1895 waren de prise d'eau en het hoofdkanaal in een begin van uitvoering; een behoorlijk algemeen voorontwerp voor de werken bestond evenwel niet. Onder zijn leiding werden eerst een volledig voorontwerp en daarna alle eindontwerpen voor de nodige werken samengesteld, werden ook al die werken, waaronder bijzonder te noemen de, met een brug gekoppelde, zoo belangrijke aquaduct in het hoofdkanaal over de Pemalirivier bij Pontjol, welke op een debiet van ruim 24 m3/s is ingericht, volledig uitgevoerd en in exploitatie gebracht. In 1902/1903 kon voor het eerst over het gehele bevloeiingsgebied van deze werken worden geoogst.

Aquaduct van de bevloeiingswerken in de Goeng bij Tegal

- De Goeng en Koemissikwerken (39000 bouw). Op Lamminga's initiatief werd in 1899 door de resident van Tegal een commissie benoemd, om een onderzoek in te stellen naar het waterbeheer in het gebied der rivieren Goeng en Koemissik. In deze commissie werkte Lamminga zelf mee. Zij bracht in 1900 haar rapport uit. Dit rapport is een belangrijke voorbereiding geweest voor de later in deze streek uitgevoerde verbeteringswerken.

Brug met spoorlijn voor het transport van suiker op suikeronderneming Tjomal

- De Tjomal-Tjiatjabanwerken (37000 bouw). Behalve het volledige voorontwerp, dat leidde tot het besluit tot uitvoering, werden onder Lamminga's leiding alle eindontwerpen daarvan opgemaakt. Ook hun uitvoering, voor wat de hoofdwerken betreft, zijn nog onder hem voltooid. Het gehele werk was in 1907 voltooid.  Een belangrijk onderdeel dezer werken was de verbetering van den waterafvoer der Waloehrivier. Tjomal was een belangrijke suikerrietplanatage. Er waren nogal was kruisingen tussen irrigatiekanalen en (smalspoor)wegen.
- De Genteng-Sragiwerken (27000 bouw). Deze werken waren bij Lamminga's komst reeds ten dele uitgevoerd; verschillende verbeteringen werden echter daarin door hem aangebracht, terwijl het geheel onder zijn leiding voltooid werd.

Al deze belangrijke werken bedienen  tezamen dus 166.000 bouw  (118.000 ha), dat is  ruim negen maal dat van de Haarlemmermeerpolder. Zij werden geheel in eigen beheer uitgevoerd. Voor zover zij onder hem gereedkwamen, voerde Lamminga het hoofdbeheer van hun exploitatie, onder invoering van een regeling, welke ongeveer de Pekalenregeling volgde. Er waren wel afwijkingen en aanpassing vanwege de  steeds voortschrijdende ontwikkeling van inzichten op dit gebied. Hierdoor nam deze een eigen karakter aan en bekend geworden als de Tegalse Gollongan regeling. Onder deze regeling herschiepen zijn werken een tot toenmaals voor een groot deel nog zeer verwaarloosde landstreek in een van de welvarendste  delen van Java. De daar reeds aanwezige landbouwgronden kregen een veel grotere productiviteit, maar ook tienduizenden bouws van bijna waardeloze grond konden worden omgezet in rijke sawahs. Zij stelden paal en perk aan de overstromingen, die daar zo vaak de oogst vernietigden, het verkeer belemmerden, welvaart en gezondheid aan de bevolking onthielden. Gedurende het achttal jaren dat Lamminga dit alles onder zijn leiding had, had hij de toen belangrijkste taak op irrigatiegebied in Indië in handen.
Van al het omvangrijke opnemings-, waarnemings- en projectwerk, van de gehele, zo veel omvattende uitvoering in eigen beheer van de talrijke werken, van de daaraan verbondene, zo uitgebreide administratie, welke een grote financiële verantwoordelijkheid meebracht, had hij duidelijk de teugels vast in zijn handen. Hij kon op een bekwame wijze leiding te geven aan het gehele personeel, dat hem voor zo'n uitgebreide taak natuurlijk in ruime getale ter zijde werd gesteld. Maar niet minder dan door bekwaamheid muntte die leiding uit door de opwekking tot krachtsinspanning, door de bezieling, welke er van uitging. Hierover is onder het groot aantal ingenieurs, die onder Lamminga gediend hebben, een volstrekte eenstemmigheid: Hij was een charismatische leider.
Het door Lamminga te Pekalen getoonde initiatief om ook aandacht te geven aan de economische zijde van irrigatieontwerpen, en de aandacht die hieraan werd geschonken, waren aanleiding, dat ook van regeringswege gevorderd werd om voorstellen tot uitvoering van irrigatiewerken te onderwerpen aan een onderzoek naar de rentabiliteit daarvan. Ter verzekering, dat dit onderzoek deugdelijk en met goede kennis van zaken zou plaats vinden, werd in januari 1897 een rentabiliteitscommissie ingesteld. Namens B.O.W zat Lamminga hierin. Voor Lamminga was deze benoeming zeer zeker een bijzondere onderscheiding. Maar ze legde hem een nieuwe en zo hoogst belangrijke taak op de schouders. Hij had hierdoor veel invloed op de ontwikkeling van irrigatiegebieden in heel Nederlands-Indië, ook buiten Java.
In 1900 werd hij hiervoor benoemd tot Officier in de Orde van Oranje Nassau.
Toen de Franse artilleriekapitein  F. Bernard, in opdracht van zijn regering van december 1900 tot september 1901 Java bezocht op een studiereis, die vooral gericht was op het irrigatiewezen, viel Lamminga de taak ten deel dezen Fransman op dat gebied te informeren. Dit stelde Bernard in de gelegenheid een fraai, door tal van foto's en vele bladen tekeningen toegelicht rapport te maken, getiteld: „Aménagement des Eaux a Java, Irrigation des Rizières", dat in 1903 in druk verscheen. Hiervoor kreeg Lamminga de onderscheiding van Officier in de Orde van Cambodja.
In 1903 werd hij door de nieuw benoemde directeur B.O.W, ir. Mensinga (zijn chef tijdens de eerste jaren in Tegal), benoemd als hoofd van de 4de waterstaatsafdeling, met standplaats Soerabaja. In 1903 werd hij hoofdingenieur, en daarmee de jongste hoofdingenieur.
Hij heeft maar twee jaar deze functie gehad, maar wel veel vraagstukken moeten afhandelen, waaronder de bevloeiingswerken van Madioen en Besoeki, maar ook de havenplannen van Soerabaja. In overleg met het departement Handel en Scheepvaart werd een commissie ingesteld om deze plannen te maken. Zij hebben hun taak breder opgevat, en ook de toegang tot de rede van Soerabaja in hun beschouwingen meegenomen. In het eindverslag van 1904 werden alle oplossingen vergeleken en plan C3 aanbevolen. Dit plan voorzag in een prouwhaven en geen haven voor grote zeeschepen. Dit plan is niet uitgevoerd, maar later is het plan van Kraus-de Jongh uitgevoerd met een haven voor grote zeeschepen.
In zijn tijd in Soerabaja is hij ook voorzitter geweest van een commissie „tot onderzoek naar de oorzaken van den achteruitgang van het normaal debiet der Pemalirivier en tot aanwijzing van middelen ter bestrijding van dien achteruitgang". Deze commissie heeft bevredigende regeling voor het watergebruik in het hele Pemaligebied opgezet.
Lamminga's betrekkelijk kort aanblijven als chef der 4de waterstaatsafdeling hield verband met een nieuwe aanspraak op buitenlands verlof met ingang van begin 1905. De behoefte aan enige rust noopte hem om van die aanspraak gebruik te maken. Hij bracht het grootste gedeelte van zijn verlof rustig door te Rhenen (bij zijn schoonouders). Hier verzamelende hij nieuwe krachten voor de hervatting van zijn taak in Indië.

## Zijn derde periode in Nederlands-Indië (1906-1909)
Bij zijn terugkeer in Indië werd hij in mei 1906 benoemd tot hoofdingenieur 1ste klasse. In verband met de toen verwachte terugkomst van zijn oudere ambtgenoot, ir. D.H. Havelaar, slechts als waarnemend. Na aankomst, werd hij in juni 1906 tot chef der 3de waterstaatsafdeling aangewezen, waardoor Semarang zijn standplaats werd. In augustus van hetzelfde jaar volgde zijn definitieve benoeming in de hoogste rang van de Indische Waterstaat.

Haven te Semarang

Ook in de 3de waterstaatsafdeling gaf Lamminga krachtig leiding bij voorbereiding en uitvoering van meerdere belangrijke werken. Genoemd moeten worden de plannen die tot verbetering van de haven van Semarang. Deze plannen werden zover gerealiseerd, dat hun uitvoering spoedig volgde.

Bodri-brug van de Semarang-Cheribon Stoomtram Maatschappij

Ook loste hij het probleem op van de bevloeiing uit de Bodririvier (Afd. Kendal), waarmee een vraagstuk, dat al een kwart eeuw speelde. Verder werkte hij aan de verlaging van het peil van de Rawah-Bening bij Salatiga en Willem I, wat  een nog veel langer reeds gewenste verbetering bracht.  Hij moest hier grote uiteenlopend belangen, o.a. van het departement van oorlog tot elkaar brengen.

Riviermonding in Karangantoe bij Serang

Tot slot waren belangrijk de plannen tot verbetering van de afwatering der Serang- en Toentangrivieren, die tezamen het Demakse bevloeiingsgebied insluiten.
Een belangrijk iets op waterstaatkundig gebied in Nederlands-Indië waar Lamminga een belangrijke rol in speelde was dat hij de oprichting heeft weten te bewerken van het eerste Waterschap op Java, dat van de Woro in de Vorstenlanden.  Weliswaar kon dit Waterschap niet direct een publiekrechtelijk lichaam worden. Daarvoor bleek eerst aanvulling nodig van het regeringsreglement wat pas in 1919 tot stand kwam. In 1920 werd uiteindelijk de „Vorstenlandsche Waterschapsordonnantie" afgekondigd. Een sociaal en cultureel probleem hierbij was dat de Vorstenlanden een vrij feodaal bestuur hadden, met herendiensten en dergelijke, terwijl de Nederlandse waterschappen traditioneel een democratische structuur hadden.
Tijdens zijn verblijf te Semarang moest Lamminga zich opnieuw bemoeien met het havenvraagstuk van Soerabajia. Hij kwam in een nieuw overleg dat in 1907 met het departement voor Scheepvaart, Handel en Nijverheid over dat vraagstuk gevoerd werd. Opmerkelijk is het dat hij, op grond van de uitnemende gesteldheid der rede, nog steeds de noodzakelijk van een haven voor grote zeeschepen te Soerabaja is blijven betwijfelen, zie bijv, het naschrift op de rede van  prof. dr. J. Kraus in over Soerabaja.
Nog een ander vraagstuk, waarmede Lamminga destijds bemoeienis heeft gehad en dat net als de haven van Soerabaja niet tot zijn ambtsgebied behoorde, was dat hij met wat landbouwkundigen in een commissie zat die een onderzoek moest instellen naar de uitkomsten van de "Demakse Waterregeling" en de wenselijkheid om deze te handhaven. Deze commissie legde haar bevindingen neer in een uitgebreid rapport van juni 1908, dat vanwege het Departement van B.O.W. gepubliceerd is in een jaarverslag, maar zonder dat de verslagen daaraan waren toegevoegd. In dit rapport kwam de commissie eenstemmig tot het advies, dat deze waterregeling, niet gehandhaafd, maar vervangen moest worden door een overeenkomstig die, welke voor de werken in Noord Tegal was aangenomen en beschreven was door ir. J. P. Kruimel. Dit rapport is in gedrukte rapport toegevoegd als: „Nota betreffende het gollonganstelsel in het Pemaligebied". Dit advies is door het gouvernement opgevolgd. In november 1900 heeft hij zijn gedachte over het waterstaatsysteem in Nederlands-Indië gepubliceerd in "De Indische Gids".
Naast zijn technisch werk was Lamminga ook maatschappelijk actief. Hij zat een een groot aantal toezichthoudende commissies op onderwijsgebied, zo was hij in Semarang voorzitter van de commissie van toezicht op de H. B.S.en van het bestuur der Industrieschool voor meisjes.

## Terug in Nederland
In Nederland teruggekeerd duurde het niet lang of op Lamminga's kennis en werkkracht werd een ernstig beroep gedaan. De faculteit  Weg- en Waterbouwkunde van  Technische Hogeschool zocht, toen in de loop van het cursusjaar 1909/1910 de destijds nog tijdelijke leerstoel voor Indische waterbouwkunde vacant kwam, hem aan om zich daarvoor beschikbaar te stellen. Lamminga deed dit, en hij was van april 1910 tot juli 1911 tijdelijk buitengewoon hoogleraar in de Waterbouwkunde (= deeltijd-hoogleraar). Met een openbare voordracht: „Beschouwingen over den tegenwoordigen „stand van het Irrigatiewezen in Nederlandsch Indië" aanvaardde hij 12 april 1910 deze betrekking.
Zijn taak vatte hij aan met de hem zo geheel eigene degelijkheid van doen. Hierdoor vond hij aanstonds grote belangstelling voor zijn colleges en tekenoefeningen. Zijn studenten waren heel enthousiast en het was voor hen dan ook een grote teleurstelling, dat zijn benoeming niet verlengd werd.
Dit ook door de Faculteit der Weg- en Waterbouwkunde zeer betreurde besluit was gevolg van Lamminga's mening, dat de minder dan schriele, voor zijn werk beschikbaar gestelde bezoldiging waarop zijn pensioen nog gekort werd, onvoldoende was. De minister besloot expliciet om hier niets aan te doen. Door aan te blijven meende hij dit te legitimeren. De regeling is overigens kort daarna afgeschaft, en studiegenoot Weijs die later hoogleraar in Delft werd, kreeg wel een volledig salaris.
Zijn vertrek uit Delft is zeker een offer geweest. Hij wilde graag een volgende generatie goed opleiden, zeker om de overzeese gebieden verderver ontwikkelen. Dit blijkt ook feit dat hij wel een opdracht aanvaardde om buitenlandse kandidaten voor een betrekking in de koloniën te beoordelen. En vooral uit de instelling van het Lammingafonds.

## Internationaal werk
Door het gedoe met zijn hoogleraarschap in Delft richtte zijn aandacht zich meer op het bedrijfsleven. Vanuit de aannemerswereld werd Lamminga’s praktische kijk op grootschalige werken gewaardeerd. De aannemerscombinatie van de heren ten Bokkel Huinink, Korthals Altes en van Thiel de Vries hadden een groot werk aangenomen voor de havenuitbreiding in Hamburg en zochten daarvoor een geschikte hoofduitvoerder. Zij namen in augustus 1912 Lamminga aan om leiding te geven aan deze werken.
Hij had ook aangenomen om een boek te schrijven over de irrigatiewerken in Indië, maar omdat dit alles te veel werk was heeft hij deze werkzaamheden overgedragen aan de oud-hoofdingenieur van de Indische Waterstaat, ir. J. C. Voorduin. In 1914 is dit we verschenen in de Verhandelingen van het Kon. Instituut voor Ingenieurs jaargang 1914, onder de titel: „De werken ter bevloeiing van een deel der Afd. Brebes. Res. Pekalongan, uit de Pemalirivier"

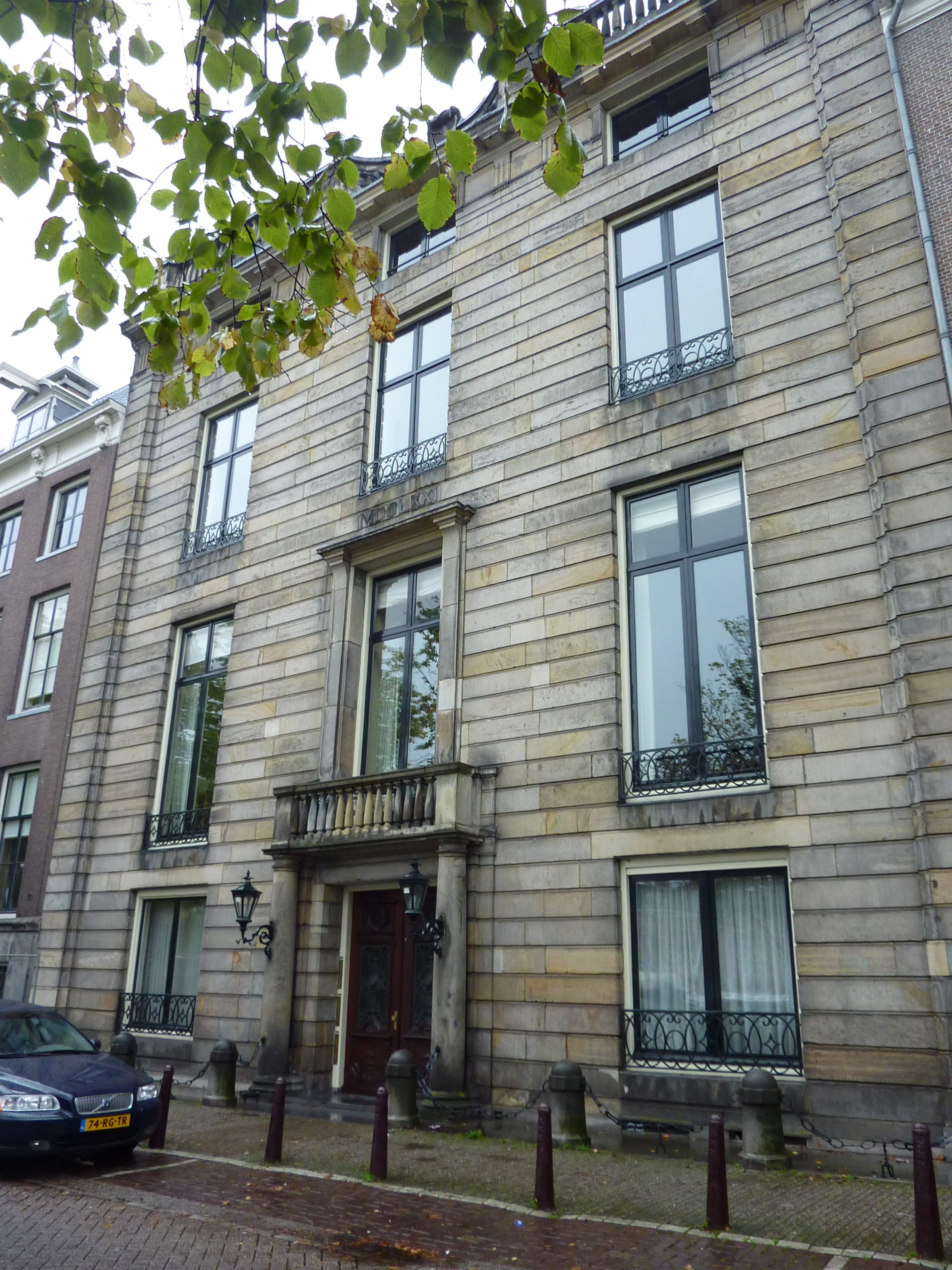
Amstel 216, kantoor van de Maatschappij

Het werk in Hamburg ging voorspoedig. De aannemers wilden dit graag institutionaliseren, en zij richtten in 1912 de NV  „Nederlandsche Maatschappij voor Havenwerken" op. Lamminga werd van dit bedrijf gedelegeerd commissaris en in februari 1914 technisch directeur.een belangrijke werk in het begin was de verbetering van de haven va Chefoo (deze plaats heet tegenwoordig Yantai). Hij was ook actief betrokken bij de oprichting van de „Société internationale d'Etudes et de Travaux au Maroc", met een kapitaal van 1 millioen francs, te Parijs gevestigd. De Nederlandsche Maatschappij voor Havenwerken kon het materieel overnemen van Nederlandsch-Fransche Maatschappij voor Havenwerken uit Amsterdam die in 1910 werd geliquideerd.
Op 2 november 1915 overleed zijn echtgenote. Voor hem was dit reden om van Den Haag naar Amsterdam te verhuizen en een nieuw leven te beginnen.

### De wereldreis
Bij de voorbereiding van plannen voor een wereldreis in het belang van de Maatschappij steun bij de weduwe Maria Catharina Jeltes - van Beuningen van Helsdinsen. Hij had haar leren kennen ten tijde van de Pekalenwerken, haar echtgenoot was toen de administrateur van de suikeronderneming Bagoe in Kraksaän op Oost-Java. Zij besloten te trouwen, het huwelijk werd op 27 februari 1917 voltrokken; in september 1917 werd de voorgenomen wereldreis aanvaard. Maria trad bij deze reis ook op als zijn secretaresse. Het werd een lange reis van 21 maanden, met 9 verschillende zeeschepen en 79 verschillende overnachtingsplaatsen. Bij hun vertrek was de Eerste Wereldoorlog nog in volle gang.
Het eerste traject ging van Rotterdam, via het Panamakanaal, San Fransico en Shanghai naar het in uitvoering zijnde werk bij Chefoo. Kort voor hun aankomst was er daar Dooren loedgof behoorlijke schade aangericht, waardoor het wel goed was dat de technisch directeur persoonlijk belangrijke beslissingen over het herstel kon nemen. Tijdens zijn verblijf in Chefoo is ook een bezoek gebracht aan Peking, waar het hoofdkantoor voor het verre oosten was. Ook is hij op bezoek geweest bij belangrijkste havens langs de Chinese kust. Pas op 28 april 1919 vertrok hij naar Nanking, Shanghai en Hong Kong. Op 9 juni verlieten ze China en gingen naar Batavia.
Van daaruit volgde op 2 juli een reis naar Belawan, in verband met de daar voorgenomen haven- en baggerwerken. De Maatschappij had daarvoor ingeschreven, echter zonder succes. Vervolgens werd twee keer dwars door Sumatra gereisd, eerst van Medan naar Padang en dan van Bengkulu naar Palembang ten dienste van een onderzoek naar de mogelijkheid tot aanneming van spoorwegwerken. Dit onderzoek gaf positieve resultaten, zodat besloten werd om een hoofdkantoor van  Maatschappij voor Nederlandsch-Indië in Bandoeng te vestigen.
Begin augustus was Lamminga te Batavia terug. Hij voerde daar veel overleg en reisde dan in afwachting van beslissingen heel Java door, zowel om vroeger door hem uitgevoerde als ook om later tot stand gebrachte werken te bezoeken; maar ook om de gewijzigde toestanden, met name ook op het gebied van havenbeheer en havenexploitatie, te leren kennen. Eind november 1918 ging hij terug naar Chefoe, in verband met de reeds havenwerken in uitvoering. Half februari ging weer voor een maan naar Peking om  allerlei overleg te voeren met diverse consortiums en met Chineesche autoriteiten, wat de maatschappij meer vaste voet in het verre Oosten verschafte en tevens voerde tot de vorming van een „Nederlandsch Syndicaat voor China", waarin een drietal grote  geldinstituten, een negental industriële ondernemingen en nog een vijftal zakenmannen werden opgenomen. Op 12 maart werd China verlaten voor een bezoek aan vele plaatsen in Japan. Op 27 april werd van Yokohama uit de terugreis aanvaard naar Europa, die gemaakt werd via Honoloeloe, San Francisco en New-York naar Rotterdam, waar hij op  9 juni 1919 aankwam.
De rest van dat jaar hield hij zich bezig met het afronden van afspraken, het inhuren van personeel en materieel hiervoor.

### Het einde
Eind 1919 besloot hij om weer terug te keren naar Den Haag. Maar bij het inrichten van zijn nieuwe woning kreeg hij, net als in 1909, last van zijn ingewanden. In Januari 1920 werden die verschijnselen zoo hevig, dat hij bijna voortdurend het bed moest houden, wat dus een einde maakte aan zijn veelvuldige bezoeken aan het kantoor te Amsterdam. Voor zover zijn toestand dit toeliet, bleef hij, weer ter zijde gestaan door zijn vrouw als secretaresse, echter zijn taak als directeur nog verrichten. Maar toen dat niet meer ging vroeg hij ontslag aan als directeur. Dit werd hem op meest eervolle wijze en met betuiging van groot leedwezen over zijn heengaan en van bijzonderen dank voor het vele, dat hij voor de Maatschappij had verricht, met ingang van 1 oktober 1920 verleend, onder gelijktijdige herbenoeming tot commissaris van de Maatschappij. Op 31 oktober is hij overleden..

## Het Lammingamonument

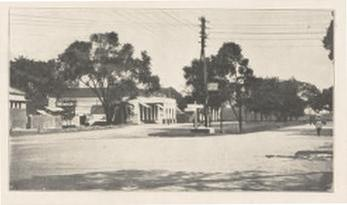
Het plein in Tegal (1929) waar het Lammingamonument geplaats is

Eind twintiger jaren van de 20e eeuw vond men het nodig om in Tegal, het centrum van de irrigatiewerken van Lamminga (het Pemali -Tjomal irrigatie plan), een monument ter zijner ere op te richten. In De Waterstaats-ingenieur van augustus 1929 werd dit aangekondigd, en tegelijkertijd een wedstrijd uitgeschreven voor een ontwerp voor dit monument. Het monument mocht in de orde van ƒ 3500 kosten, en verder waren er geen eisen. Alleen ambtenaren van B.O.W. mochten een ontwerp inzenden, de winnaar kreeg ƒ 200. Het ontwerp van de heer N. Goedbloed werd uitgekozen. Het monument werd omschreven als: "een massieve zuil, rustend op een als waterbak ingericht onderstuk. Banken zijn hiernaast aangebracht. Het geheel wordt geflankeerd door twee fonteinen, terwijl door plaatsing in een plantsoen een passend milieu verkregen werd." Het plein waar het monument kwam te staan kreeg toen de naam: "Ir. Lamminga-plein" en het werd in het voorjaar van 1930 onthuld. Er zijn geen afbeeldingen van het moment bekend.
In de zestiger jaren van de 20e eeuw was het monument verwaarloosd, en vanwege het opkomen nationalisme is besloten het te vervangen door een monument voor de in 1962 gesneuvelde marineofficier Yos Sudarso.

## Het Lammingafonds
Bij testament heeft Lamminga een groot bedrag beschikbaar gesteld voor het Lammingafonds. Ir. Haringhuien kondigde dit aan in "De Ingenieur"met de volgende tekst:"Door wijlen ir. A.G. Lamminga is bij uiterste wilsbeschikking onder den naam van Lamminga-fonds een stichting in het leven geroepen, welke ten doel heeft „de bevordering van de waterbouwkundige wetenschap door de oprichting, de uitbreiding en de instandhouding van een Waterloopkundig Laboratorium, of door bij te dragen tot die oprichting, uitbreiding en instandhouding; voorts door op zulk een laboratorium, of op andere wijze de gelegenheid te „geven tot het doen van onderzoekingen op waterbouwkundig gebied, waarbij de voorkeur „worde gegeven aan onderwerpen, welke in het bizonder kunnen dienen tot de ontwikkeling „van de Waterbouwkunde in Nederlandsch-Oost-Indië”. Aan deze stichting, die gevestigd zal zijn te Delft, is uit zijne nalatenschap een bedrag van honderd duizend gulden vermaakt, vrij van successierechten. Van dit kapitaal is aan zijne echtgenoote het levenslange vruchtgebruik gelegateerd. Als Bestuurders der Stichting zijn in het testament aangewezen „diegenen, voorzooverre zij zich daartoe beschikbaar stellen welke fungeerend lid zijn der Afdeeling der Weg- en Waterbouwkunde van de Technische Hoogeschool te Delft”. Lamminga, de uitnemende ingenieur, die gedurende zijn leven zoo veel voor de ontwikkeling van de waterbouwkunde en in het bijzonder van de irrigatie-techniek heeft gedaan, toonde zoo nog weer in zijn laatsten daad hoeveel liefde hij voor zijn vak had. De leden van de genoemde Afdeeling der Technische Hoogeschool te Delft hebben allen zich beschikbaar gesteld om als bestuurder van het Lamminga-fonds op te treden."
Het Lammingafonds bestaat nog steeds. De oorspronkelijke doelstelling van ondersteuning van studenten en onderzoekers uit Nederlands-Indië is aangepast aan de eisen van deze tijd. De doelgroep is niet langer beperkt tot Indonesië, maar studenten uit alle ontwikkelingslanden en Nederlandse studenten die een waterbouwkundig onderzoek doen in een ontwikkelingsland komen in aanmerking. Het Lammingafonds financiert geen salaris, maar subsidieert reis- en verblijfkosten. Om de effecten van inflatie te compenseren wordt een deel van het rendement van het kapitaal gebruikt ter verhoging van dit kapitaal. In 2023 was dit bijna 3 miljoen Euro. Het fonds kan jaarlijks in de orde van €30.000 uitgeven aan subsidies.

## Publicaties van ir. A.G. Lamminga
- Werken tot verbetering van de bevloeiing en den waterafvoer der districten Gending, Gading en Padjarakan, afdeeling Kraksaän, residentie Probolinggo. Van Langenhuysen. OCLC 64567982 (1894). Ook verschenen in het tijdschrift van het KIvI, zie referenties (incl. pdf)
- Bescheiden betreffende de verbetering van het Westgat van Straat Madoera. Belinfante (1907).
- Beschouwingen over den tegenwoordigen stand van het irrigatiewezen in Nederlandsch-Indië. Gebrs. J. & H. van Langenhuysen (1910).
- De koeliearbeid bij de uitvoering van burgerlijke openbare werken in Indië. Kolff (1902).
- Mededeelingen over eenige Nederlandsch-Indische havens. Belinfante (1911).
- Pekalen-irrigatiewerken in de afdeeling Kraksaän der residentie Pasoeroean. Belinfante (1905).
- De tegenwoordige organisatie en werkkring van het Departement der B.O.W. in Ned.-Indië : [voordracht], Orgaan der Vereeniging "Moederland en Koloniën", Den Haag. OCLC 6900475 (1912).
- Diverse waterstaatkundige rapporten opslibbingen Pemalikanaal, Tegal. OCLC 841886066.
- Brieven van A.G. Lamminga aan Koninklijk Instituut van Ingenieurs 's-Gravenhage gericht aan Jan Tideman (1821-1901)
- (1885). Irrigatie uit de rivier Pekalen. Verhandelingen van de afdeling Nederlandsch-Indië van het KIvI  10: 55
- (1881). Kracht van bandjirs. Verhandelingen van de afdeling Nederlandsch-Indië van het KIvI  6: 39
- (1900-11). Reorganisatie van den Indischen waterstaatdienst.. De Indische Gids  : 1349-1367